# Eugeniusz Szubert (major)
Eugeniusz Szubert (ur. 15 grudnia 1896 w Ozorkowie, zm. po 17 czerwca 1948) – major saperów Wojska Polskiego.

## Życiorys
Urodził się 15 grudnia 1896 roku w Ozorkowie jako syn Kornela, niższego urzędnika kolejowego. 31 marca 1924 roku awansował na kapitana ze starszeństwem z dniem 1 lipca 1923 roku i 18. lokatą w korpusie oficerów zawodowych inżynierii i saperów. W 1924 roku pełnił służbę w batalionie szkolnym Kościuszkowskiego Obozu Szkolnego Saperów w Warszawie i pozostawał oficerem nadetatowym 8 pułku saperów. Cztery lata później służył w batalionie szkolnym saperów w Twierdzy Modlińskiej, a w 1930 roku objął stanowisko kwatermistrza w batalionie elektrotechnicznym w Nowym Dworze. Majorem został mianowany ze starszeństwem z dniem 19 marca 1938 roku i 2. lokatą w korpusie oficerów saperów. Do sierpnia 1939 roku był dowódcą Ośrodka Sapersko-Pionierskiego 16 Dywizji Piechoty w Grudziądzu. W sierpniu tego roku, w czasie mobilizacji alarmowej, objął dowództwo 16 batalionu saperów. Na czele tego oddziału walczył w kampanii wrześniowej.
Od 12 grudnia 1945 roku pełnił obowiązki zastępcy dowódcy 20 batalionu saperów we Włoszech. 10 czerwca 1948 wrócił do kraju, a siedem dni później zarejestrował się w Rejonowej Komendzie Uzupełnień Grudziądz.

## Ordery i odznaczenia
- Krzyż Walecznych[1]
- Złoty Krzyż Zasługi (25 maja 1939)[9][1]
- Medal Pamiątkowy za Wojnę 1918–1921
- Medal Dziesięciolecia Odzyskanej Niepodległości
- Medal Zwycięstwa